# 萨尔茨堡采邑总主教区
萨尔茨堡采邑总主教区（德語：Fürsterzbistum Salzburg; Erzstift Salzburg; Erzbistum Salzburg）是神聖羅馬帝國的一個采邑主教区和邦国。它包括由薩爾茨堡大主教統治的世俗領土，这與聖博尼法斯於739年在德國巴伐利亞公國建立的更大的天主教教區（萨尔茨堡总教区）不同。采邑大主教区的首府是薩爾茨堡，其前身为羅馬城市尤瓦武姆（Iuvavum）。
從13世紀後期開始，大主教們逐漸获得了帝國直屬和獨立於巴伐利亞公爵的地位。薩爾茨堡一直是一个教会公国，直至1803年世俗化后变为了短命的薩爾茨堡選侯國（後來成为薩爾茨堡公國）。薩爾茨堡采邑大主教区從1500年開始成為巴伐利亞行政圈的成員，采邑总主教獲得了日耳曼教长（Primas Germaniae）的頭銜。他們從未獲得選侯的权利。在德國的六個親王主教轄區（包括美因茨、科隆和特里爾）中，馬格德堡、不來梅和薩爾茨堡並未獲得1356年金玺诏书授予的选侯地位。
著名作曲家沃爾夫岡·阿馬德烏斯·莫扎特诞生於薩爾茨堡。